# Kolotl poncei
Espèce
Synonymes
- Diplocentrus poncei Francke & Quijano-Ravell, 2009

Kolotl poncei est une espèce de scorpions de la famille des Diplocentridae.

## Distribution
Cette espèce est endémique du Michoacán au Mexique. Elle se rencontre vers La Huacana.

## Description
Le mâle décrit par Santibáñez-López, Francke et Prendini en 2014 mesure 82,6 mm et la femelle 92,2 mm. Kolotl poncei mesure de 70 à 97 mm.

## Systématique et taxinomie
Cette espèce a été décrite sous le protonyme Diplocentrus poncei par Francke et Quijano-Ravell en 2009. Elle est placée dans le genre Kolotl par Santibáñez-López, Francke et Prendini en 2014.

## Étymologie
Cette espèce est nommée en l'honneur de Javier Ponce Saavedra.

## Publication originale
- Francke & Quijano-Ravell, 2009 : Una especie nueva Diplocentrus (Scorpiones: Diplocentridae) del estado de Michoacan, Mexico. Revista Mexicana de Biodiversidad, vol. 80, no 3, p. 659-663 (texte intégral).